# Born (Pays-Bas)
Pour les articles homonymes, voir Born.

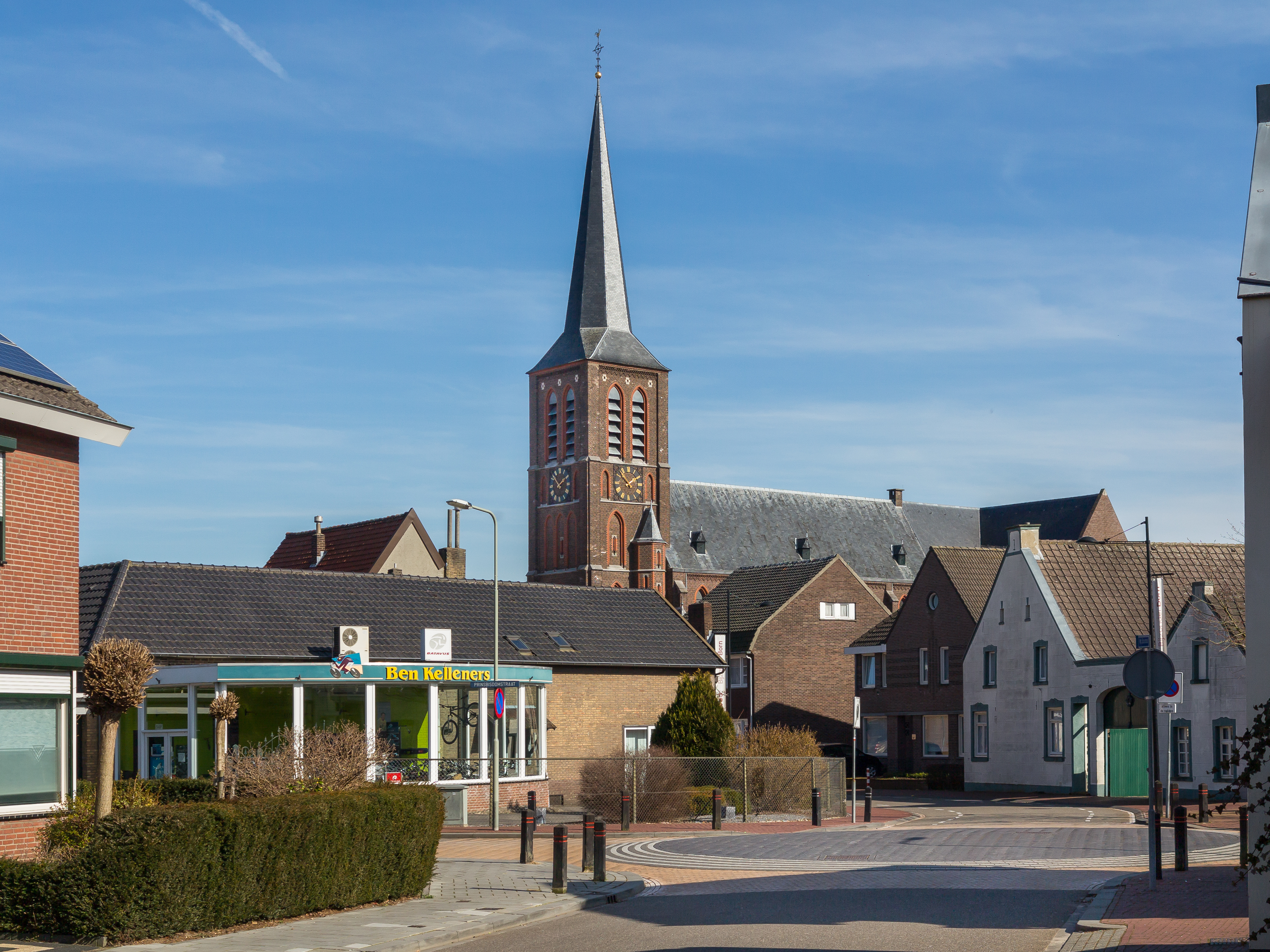
Born, église: de Sint Martinuskerk

Born, en limbourgeois Bor, est un village néerlandais situé dans la commune de Sittard-Geleen, dans la province du Limbourg néerlandais. Le 1er janvier 2006, le village comptait 5 900 habitants.

## Histoire

### Moyen Âge
La première mention du nom de Born (précisément par Burne) date de l'année 1125. L'établissement de Born a été créée sur le côté nord-est du Graetbos près d'une source. L'endroit tire probablement son nom de ce point. Il existe plusieurs endroits qui s'appellent ainsi en Allemagne, au Luxembourg, en Belgique (Born, province de Liège) et en France.
Au XIIe siècle, la seigneurie est partagée par les évêques de Cologne et ceux de Liège. En 1213, il fut transféré au comté de Looz et en 1234 au duché de Gueldre. En 1400, Born, avec Sittard et Susteren, fut vendu au duc de Juliers et devint le siège d'un drost («ambtman»). L'Ambt de Born englobait une zone sur la rive droite de la Meuse composée des villages de Born, Sittard, Broeksittard, Susteren, Grevenbicht, Buchten, Holtum, Guttecoven, Urmond et Berg (aujourd'hui aux Pays-Bas) et Tudderen, Wehr, Susterseel et Hillensberg (aujourd'hui en Allemagne) .

### Période moderne
En 1709, le siège de l'ambt déménage à Sittard. Pendant la période française, entre 1794 et 1800, Born appartenait au Canton Sittard. En 1800, les cantons perdirent leur tâche administrative, qui à partir de cette année fut confiée aux communes, puis la commune de Born fut créée. Après la période française, en 1815, la municipalité a rejoint le royaume uni des Pays-Bas. En 1830 est devenue une partie du royaume de Belgique nouvellement formé, et seulement depuis 1839 (après la division du Limbourg en une province belge et une province néerlandaise) aux Pays-Bas.

### Période contemporaine
Born, avec les hameaux de Buchten et Holtum, était une municipalité indépendante jusqu'au 1er janvier 1982. À cette date, à la suite de la réorganisation municipale, une nouvelle municipalité a été formée par les municipalités de Born, Grevenbicht et Obbicht et Papenhoven. Celles-ci ne sont plus aujourd'hui en fonction.
Born a été une commune indépendante jusqu'au 1er janvier 2001. La commune fusionne alors avec Sittard et Geleen pour former la nouvelle commune de Sittard-Geleen.
En 1931, la ligne de tram Roermond - Echt - Born - Sittard a été achevée et le village a obtenu un arrêt de tramway sur cette ligne. Cependant, ce fut de courte durée, car à partir de 1935, la ligne de tramway fut convertie pour les trains de marchandises vers la ligne de chemin de fer Sittard - Born. Cela peut encore être constaté avec le parcours actuel de l'itinéraire, car la ligne traverse la zone bâtie. L'ouverture du canal Juliana avec une écluse en 1934 et la construction de ports charbonniers avec liaisons ferroviaires (Overslaghaven, Franciscushaven) au nord de Born (Buchten), la même année, sont également importantes. En 1935, deux sites de décharges de charbon étaient prêtes pour le transfert du charbon de la région minière de l'Est vers les bateaux de navigation intérieure. En 1964, de nouvelles écluses ont été construites sur le canal. Trois ans plus tard, en 1967, une usine de voitures a été ouverte, plus tard nommée VDL NedCar, en partie pour compenser les fermetures de mines qui ont également eu lieu à cette époque. L'ouverture de l'autoroute vers 1968 a également entraîné une augmentation de l'activité industrielle et logistique.

## Édifices remarquables
- Dans le centre ancien de Born, se trouve l'église en brique de Saint Martin de 1907.
- Le château de Born.
- La maison d'habitation au 6 de Städgen, est une maison à colombages du XVIIe siècle avec un étage en surplomb.
- La Sint-Hubertuskapel, au coin de Kasteelweg / Kapelweg
- Le Monastère Saint Joseph, au 9 de la Bronstraat, construit en 1936 pour les Sœurs de la Divine Providence à Sittard. La maison de soins infirmiers de Sint Maarten y était liée. Les sœurs sont parties en 2008. En 2011, elle a été transformée en hospice.